# Wolica (województwo wielkopolskie)
Wolica (dawniej Wola Miejska) – wieś w Polsce, w województwie wielkopolskim, w powiecie kaliskim, w gminie Godziesze Wielkie.
W latach 1975–1998 miejscowość należała administracyjnie do województwa kaliskiego. 
We wsi znajduje się Wojewódzki Specjalistyczny Zespół Zakładów Opieki Zdrowotnej Chorób Płuc i Gruźlicy, założony 1 maja 1953.
Wolica jest największą pod względem liczby mieszkańców wsią w gminie Godziesze Wielkie (2012).